# Nicola Quaglio
Pas d'image ? Cliquez ici

a Compétitions nationales et continentales officielles uniquement.

b Matchs officiels uniquement.
Dernière mise à jour le 18 mars 2022.
Nicola Quaglio, né le 9 mars 1991 à Rovigo (Italie), est un joueur de rugby à XV international italien évoluant au poste de pilier gauche au sein du Rugby Rovigo en championnat d'Italie. 

## Biographie
Nicola Quaglio est formé avec les équipes jeunes du club de Rovigo, finissant par rejoindre l'équipe première. Son père, Mauro, a également joué dans l’équipe polésine qui a remporté le championnat national en 1988 et 1990. En 2016, il remporte le championnat Eccellenza avec son club. Au cours de la saison suivante, il rejoint Benetton Treviso en Pro12 après 115 matches entre le championnat italien et les coupes européennes. 
Sur le plan international, il a participé au Six Nations des moins de 20 ans 2011, avant de disputer la Coupe du monde des moins de 20 ans 2011 en Italie. Le 19 novembre 2016, il fait ses débuts  avec l'équipe nationale senior lors de la victoire historique contre l'Afrique du Sud à Florence. Il est sélectionné pour disputer la Coupe du monde 2019. 